# طومار جهنم

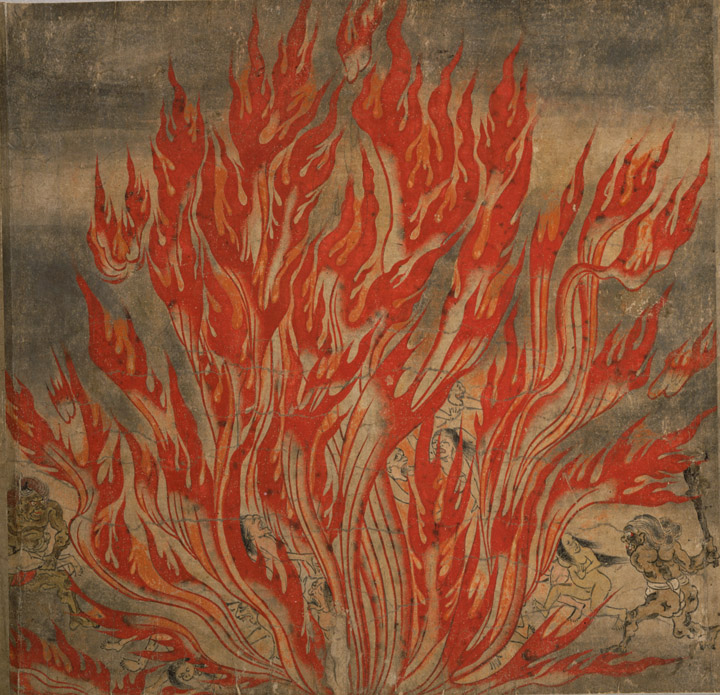
جیگوکو-زوشی (موزه ملی توکیو)

جیگوکو-زوشی یک طومار ژاپنی مربوط به اواخر قرن دوازدهم است که هشت جهنم اصلی و ۱۶ جهنم فرعی را در متن و نقاشی به تصویر کشیده‌است. این اثر با ابعاد ۲۶٫۹x۲۴۹٫۳، در زمره میراث ملی ژاپن قرار دارد و در موزهٔ ملی توکیو نگهداری می‌شود.